# Rémi Cavagna
Rémi Cavagna (* 10. srpna 1995) je francouzský profesionální silniční cyklista jezdící za UCI WorldTeam Movistar Team.

## Kariéra
V červenci 2016 bylo oznámeno, že Cavagna podepsal kontrakt s UCI WorldTeamem Quick-Step Floors pro sezónu 2017. V květnu 2018 byl jmenován na startovní listině Gira d'Italia 2018. V srpnu 2019 byl jmenován na startovní listině Vuelty a España 2019. Zde se mu podařilo získat vítězství, a to v devatenácté etapě s cílem v Toledu. V srpnu 2020 byl jmenován na startovní listině Tour de France 2020.

## Hlavní výsledky
2013
Trophée Centre Morbihan
3. místo celkově
vítěz 2. etapy
Mistrovství Evropy
 3. místo časovka juniorů
5. místo Chrono Champenois Juniors
2014
Národní univerzitní šampionát
 vítěz časovky
Národní šampionát
2. místo časovka do 23 let
2. místo Chrono des Nations Espoirs
2015
Národní šampionát
 vítěz časovky do 23 let
Mistrovství Evropy
8. místo časovka do 23 let
2016
Národní šampionát
 vítěz časovky do 23 let
Tour de Berlin
 celkový vítěz
vítěz etapy 3a
Volta ao Alentejo
vítěz 5. etapy
Circuit des Ardennes
vítěz 1. etapy
Paříž–Arras Tour
2. místo celkově
 vítěz soutěže mladých jezdců
vítěz 3. etapy
2017
Kolem Belgie
2. místo celkově
6. místo Binche–Chimay–Binche
2018
vítěz Dwars door West–Vlaanderen
Tour of Guangxi
4. místo celkově
Vuelta a San Juan
10. místo celkově
2019
Vuelta a España
vítěz 19. etapy
 cena bojovnosti po 19. etapě
Tour of California
vítěz 3. etapy
Národní šampionát
5. místo časovka
2020
Národní šampionát
 vítěz časovky
vítěz Faun-Ardèche Classic
Mistrovství Evropy
 2. místo časovka
Mistrovství světa
7. místo časovka
Tour de France
 cena bojovnosti po 19. etapě
Vuelta a España
 cena bojovnosti celková a po 16. etapě
2021
Národní šampionát
 vítěz silničního závodu
Tour de Romandie
vítěz 5. etapy (ITT)
Tour de Pologne
vítěz 6. etapy (ITT)
Mistrovství Evropy
9. místo časovka
2022
Národní šampionát
2. místo časovka
Tour de Pologne
6. místo celkově
2023
Mistrovství Evropy
 vítěz smíšené týmové štafety
8. místo časovka
Národní šampionát
 vítěz časovky
Okolo Slovenska
 celkový vítěz
vítěz 1. etapy
Settimana Internazionale di Coppi e Bartali
vítěz etap 1 a 5 (ITT)
Mistrovství světa
 2. místo smíšená týmová štafeta
4. místo Brabantský šíp
4. místo Chrono des Nations

### Výsledky na Grand Tours
| Grand Tour      | 2018 | 2019 | 2020 | 2021 | 2022 | 2023 |
| --------------- | ---- | ---- | ---- | ---- | ---- | ---- |
| Giro d'Italia   | 115  | —    | —    | 68   | —    | —    |
| Tour de France  | —    | —    | 113  | —    | —    | 106  |
| Vuelta a España | —    | 52   | 84   | —    | 104  | —    |

| —   | Nezúčastnil se |
| DNF | Nedokončil     |